# (35083) 1990 SP6
1990 SP6 (asteroide 35083) é um asteroide da cintura principal. Possui uma excentricidade de 0.19446920 e uma inclinação de 6.09563º.
Este asteroide foi descoberto no dia 22 de setembro de 1990 por Eric Walter Elst em La Silla.